# Coupe de Pologne de football 2006-2007

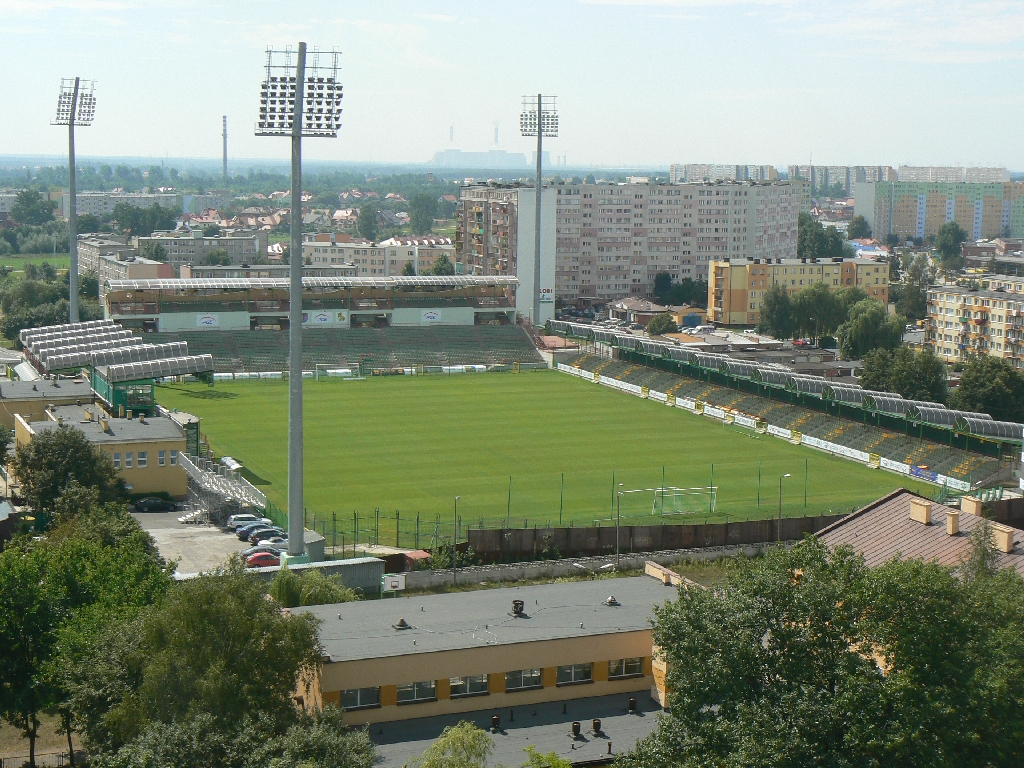
Stade où s'est déroulé la coupe de Pologne

La Coupe de Pologne 2006-2007, 53e édition de la compétition, a vu pour la deuxième fois de son histoire le Dyskobolia s'imposer en finale, devant le Korona Kielce, sur le score de deux buts à zéro. Le match final s'est déroulé au Stadion GKS de Bełchatów le 1er mai 2007. 

## Déroulement de la compétition

### Huitièmes de finale
| Équipe 1         | Score | Équipe 2              |
| Stal Sanok       | 0 - 1 | Arka Gdynia           |
| Lech Poznań      | 2 - 1 | Pogoń Szczecin        |
| Górnik Zabrze    | 0 - 5 | Korona Kielce         |
| ŁKS Łódź         | 0 - 1 | RKS Radomiak Radom    |
| Górnik Polkowice | 0 - 3 | Dyskobolia            |
| Wisła Płock      | 2 - 1 | Jagiellonia Białystok |
| KS Cracovia      | 2 - 1 | Zagłębie Lubin        |
| Wisła Cracovie   | 1 - 2 | Ruch Chorzów          |

### Quarts de finale
| Équipe 1           | Aller | Total | Retour | Équipe 2    |
| Wisła Płock        | 1 - 1 | 4 - 1 | 3 - 0  | Arka Gdynia |
| Korona Kielce      | 1 - 0 | 3 - 3 | 2 - 3  | Lech Poznań |
| RKS Radomiak Radom | 1 - 3 | 1 - 4 | 0 - 1  | KS Cracovia |
| Ruch Chorzów       | 0 - 1 | 1 - 4 | 1 - 3  | Dyskobolia  |

1. ↑  Victoire par forfait
2. ↑  Victoire grâce à la règle des buts marqués à l'extérieur

### Demi-finale
| Équipe 1      | Aller | Total | Retour | Équipe 2    |
| Korona Kielce | 3 - 2 | 4 - 3 | 1 - 1  | Wisła Płock |
| Dyskobolia    | 1 - 0 | 2 - 0 | 1 - 0  | KS Cracovia |

### Finale
| 1er mai 2007 | Dyskobolia              | 2–0 | Korona Kielce | Stadion GKS, Bełchatów                            |                                                   |
| 12:15        | Majewski 16e · Lato 77e |     |               | Spectateurs : 5 500 Arbitrage : Grzegorz Gilewski | Spectateurs : 5 500 Arbitrage : Grzegorz Gilewski |
| 12:15        | Rapport                 |     |               | Spectateurs : 5 500 Arbitrage : Grzegorz Gilewski | Spectateurs : 5 500 Arbitrage : Grzegorz Gilewski |